# Coprophanaeus punctatus
Coprophanaeus punctatus är en skalbaggsart som beskrevs av Olsoufieff 1924. Coprophanaeus punctatus ingår i släktet Coprophanaeus och familjen bladhorningar. Inga underarter finns listade i Catalogue of Life.